# オリゴフレクスス綱
オリゴフレクスス綱（オリゴフレクススこう、Oligoflexia）は、真正細菌のPseudomonadota門に属する綱の一つである。
2014年のOligoflexus tunisiensis（オリゴフレクスス・チュニジエンシス）発見論文の公表時に提案された。O. tunisiensisは、0.2μmフィルターを通過する特徴がある好気性の糸状菌で、チュニジア南部の都市マトマタから採取されたサハラ砂漠の砂礫より分離されたものである。
当初はO. tunisiensis1種と未培養種のみを含むとされたが、デルタプロテオバクテリア綱からブデロビブリオ目など一部の分類群が移されたことなどで、2024年現在は4目で構成されている。16S rRNA配列の系統解析により定義されており、共通する性質は少ないが、一応現在含まれている種は好気性のものが多く、また細胞が微少か幅が小さいものが多い。このほか存在量は少ないが、広い環境から16S rRNA配列が検出されている。

## 下位分類（目）
本綱は以下の目を含む（2024年10月現在)。
- Bacteriovoracales　バクテリオボラックス目

Hahn et al. 2017 (IJSEMリストに掲載 2017)、Waite et al. 2020 (IJSEMリストに掲載 2021)
タイプ属はBacteriovorax（バクテリオボラックス属）である。
- Bacteriovoracaceae　バクテリオボラックス科

Davidov & Jurkevitch 2004 (IJSEMリストに掲載 2005)、修正　Koval et al. 2015 (IJSEMリストに掲載 2015)
Bacteriovoraxのみを含む。
- Halobacteriovoracaceae　ハロバクテリオボラックス科

Koval et al. 2015 (IJSEMリストに掲載 2015)
Halobacteriovorax（ハロバクテリオボラックス属）のみを含む。
- Bdellovibrionales　ブデロビブリオ目

Garrity et al. 2006 (IJSEMリストに掲載 2006)、修正　Hahn et al. 2017 (IJSEMリストに掲載 2017)、修正　Waite et al. 2020 (IJSEMリストに掲載 2021)
タイプ属はBdellovibrio（ブデロビブリオ属）である。
- Pseudobdellovibrionaceae　シュードブデロビブリオ科

Waite et al. 2022 (IJSEMリストに掲載 2023)
Pseudobdellovibrio（シュードブデロビブリオ属）、Bdellovibrio、Micavibrio（ミカビブリオ属）を含む。
- Oligoflexales　オリゴフレクスス目

Nakai et al. 2014 (IJSEMリストに掲載 2015)、修正　Hahn et al. 2017 (IJSEMリストに掲載 2017)、修正　Waite et al. 2020 (IJSEMリストに掲載 2021)
タイプ属はOligoflexus（オリゴフレクスス属）である。
- Oligoflexaceae　オリゴフレクスス科

Nakai et al. 2014 (IJSEMリストに掲載 2015)
Oligoflexusのみを含む。
- Pseudobacteriovoracaceae　シュードバクテリオボラックス科

McCauley et al. 2015 (IJSEMリストに掲載 2015)
Pseudobacteriovorax（シュードバクテリオボラックス属）のみを含む。
- Silvanigrellales　シルバニグレラ目

Hahn et al. 2017 (IJSEMリストに掲載 2017)
タイプ属はSilvanigrella（シルバニグレラ属）である。
- Silvanigrellaceae　シルバニグレラ科

Hahn et al. 2017 (IJSEMリストに掲載 2017)
Silvanigrella、Fluviispira、Pigmentibacterを含む。